# Ennemain
Ennemain es una comuna francesa situada en el departamento de Somme, en la región de Alta Francia.

## Demografía
| 228 | 234 | 232 | 253 | 257 | 248 | 269 |
| Para los censos de 1962 a 1999 la población legal corresponde a la población sin duplicidades (Fuente: INSEE [Consultar]) |     |     |     |     |     |     |